# Haapakoski kraftverksdamm
Haapakoski kraftverksdamm (Haapakosken vl:n yläallas) är en slags sjö i Ijo älv i kommunen Uleåborg i landskapet Norra Österbotten i Finland. Arean är 1,2 kvadratkilometer och strandlinjen är 12,7 kilometer lång. Sjön  ingår i Ijo älvs huvudavrinningsområde.   Den ligger omkring 50 kilometer nordöst om Uleåborg och omkring 580 kilometer norr om Helsingfors. 